# 우찬제
우찬제(禹燦濟, 1962년 ~ )는 대한민국의 문학평론가, 교수이다. 1962년 충청북도 충주에서 태어나 서강대학교 경제학과를 졸업하고 동 대학원 국어국문학과에서 석사학위와 박사학위를 받았다.

## 약력
1987년 《중앙일보》 신춘문예 평론 부문에 당선되어 등단했다. 1962년 충청북도 충주에서 태어나 서강대학교 경제학과를 졸업하고 동 대학원 국어국문학과에서 석사학위와 박사학위를 받았다. 《세계의문학》 편집위원, 《오늘의 소설》 편집위원, 《비평의 시대》 편집위원, 《포에티카》 편집위원, 《문학과사회》 편집동인을 역임했다. 2000년 제12회 「소천비평문학상」, 2003년 제14회 「김환태평론문학상」, 2010년 제21회 「팔봉비평문학상」, 2018년 제26회 대산문학상을 수상했다. 추계예술대학교 문예창작과 강사(1989~1992), 건양대학교 국어국문학과 교수(1993~1998)를 거쳐, 현재 서강대학교 국어국문학과 교수(1998~)로 재직 중이다. 서강대학교 로욜라도서관 관장, 한국사립대학교도서관협의회 회장, 한국대학도서관연합회 회장, 한국도서관협회 부회장, 대통령소속도서관정보정책위원회 위원, 한국교육학술정보원 이사, 한국문학번역원 이사, 한국숲생태지도자협회 이사, 교육부 교원소청심사위원회 위원, 문학과환경학회 회장, 국제비교한국학회 회장, 문학과지성사 대표이사 등을 역임했다. 미국 아이오와대학교(2003~2004), 캐나다 브리티시컬럼비아대학교(UBC, 2010~2011) 교환교수를 지냈다.

## 수상
- 2000년 제12회 「소천비평문학상」
- 2003년 제14회 「김환태평론문학상」
- 2010년 제21회 「팔봉비평문학상」
- 2018년 제26회 「대산문학상」

## 저서

### 비평집
- 《욕망의 시학》(문학과지성사, 1993)
- 《상처와 상징》(민음사, 1994)
- 《타자의 목소리》(문학동네, 1996)
- 《고독한 공생》(문학과지성사, 2003)
- 《프로테우스의 탈주》(문학과지성사, 2010)
- 《애도의 심연》(문학과지성사, 2018)
- 《책의 질문》(열림원, 2023)

### 연구서
- 《텍스트의 수사학》(서강대학교출판부, 2005)
- 《불안의 수사학》(소명출판, 2012)
- 《나무의 수사학》(문학과지성사, 2018)
- 《난장이가 쏘아올린 작은 공의 카오스모스 수사학》(서강대학교출판부, 2023)
- 《생태학적 상상력과 녹색 수사학》(서강대학교출판부, 2025)

### 편저
- 《오정희 깊이 읽기》(문학과지성사, 2007)
- 《#생태_시》(문학과지성사, 2021, 공편)
- 《#생태_소설》(문학과지성사, 2021, 공편)
- 《우리 안의 파시즘 2.0》(휴머니스트, 2022, 공편)